# Parafia Najświętszej Maryi Panny Królowej Aniołów w Port Lincoln
Parafia Najświętszej Maryi Panny Królowej Aniołów w Port Lincoln – parafia rzymskokatolicka, należąca do diecezji Port Pirie, erygowana w 1869 roku.